# Meyrin
Meyrin (toponimo francese) è un comune svizzero di 24 144 abitanti del Canton Ginevra; ha lo status di città.

## Storia
Nel Medioevo, Meyrin apparteneva a due famiglie signorili dell'epoca: quella dei De Livron Archiviato il 1º ottobre 2020 in Internet Archive. che dominavano le frazioni di Cointrin e Mategnin e quella dei Signori di Meyrin che esercitavano il loro controllo sull'attuale quartiere di Meyrin Village, parte antica dell'attuale insediamento.

### Dal dominio sabaudo all'annessione al regno di Francia
Nella prima metà del Trecento, Meyrin fece parte dei territori di Ugo di Ginevra, Signore di Gex. Dal 1355 il controllo del territorio passò ai Savoia. I Bernesi occuparono il territorio dal 1536 al 1564, portandolo ad un miglioramento delle condizioni di vita ed imponendo la Riforma. Questi miglioramenti vennero però completamente annullati con il ritorno del Duca di Savoia, che portò povertà e repressione.
In seguito al trattato di Lione, a conclusione della guerra franco-savoiarda nel 1601, il territorio fu ceduto ad Enrico IV di Francia.

### Dalla Rivoluzione francese alla Restaurazione
Con la Rivoluzione francese, Meyrin fu inserito nel dipartimento dell'Ain.
Nel 1798 la Repubblica di Ginevra fu annessa alla Francia, anziché essere annessa alla Repubblica Elvetica. Meyrin entrò a far parte del dipartimento del Lago Lemano, del quale la città di Ginevra era capitale. Gli abitanti poterono finalmente godere dei diritti politici ginevrini.
All'ascesa di Napoleone Bonaparte, divenuto imperatore nel 1804, Meyrin fu toccata dall'atto di mediazione mediante il quale alla Svizzera fu attribuita una nuova Costituzione di stampo federalistico, attribuendo maggiori poteri ai singoli Cantoni.
Alla fine del 1813 i francesi furono cacciati dai Pays de Gex dalle truppe austriache, che occuparono Meyrin, spargendo terrore e povertà.
In virtù del secondo trattato di Parigi, nel 1815 Meyrin fu ceduta dalla Francia alla Svizzera. Il 10 ottobre 1816 Meyrin fu nuovamente unita a Ginevra.

### Sviluppo economico
Fino alla metà del XX secolo, Meyrin aveva le caratteristiche di un borgo agricolo. A partire dal XIX secolo era però iniziato lo sviluppo economico, inizialmente grazie alla costruzione della linea ferroviaria Parigi-Lione-Mediterraneo (intorno al 1858) e delle infrastrutture stradali lungo la stessa linea ferroviaria ed in seguito dalla costruzione dell'aeroporto internazionale di Ginevra nel 1920, in seguito collegato all'autostrada A1 grazie alla costruzione della «Route de Cointrin» nel 1968 (ribattezzata successivamente «Avenue Louis-CASAÏ», in onore di un consigliere di Stato che aveva svolto un importante ruolo nella costruzione dell'aeroporto).
Nella prima metà del XX secolo, a Meyrin avevano sede la profumeria Gauthier ed un'importante fabbrica di legno per fucili, la Barth, a quei tempi pilastro dell'industria locale.
Nel 1915, per conto di Amable Gras, un commerciante di tessuti, fu creato un giardino alpino botanico, successivamente acquistato dal comune di Meyrin nel 1960 ed aperto al pubblico. Si tratta di un'oasi di verde inserita in un contesto urbano, che rievoca una natura pura ed inviolata, un museo vivente che ospita una collezione di circa 2450 piante provenienti da tutto il mondo, abbracciando metodi di coltivazione privi di pesticidi e promuovendo la biodiversità. È presente, al suo interno, un allevamento di specie animali in via d'estinzione ed un piccolo chalet, la Maison du Jardin, inizialmente dimora del giardiniere Annibal Miazza, incaricato di creare e successivamente prendersi cura del giardino alpino. Nella Maison du Jardin si svolgono le attività scientifiche e di conservazione del giardino, come la classificazione dei semi e il censimento delle piante. Al suo interno vengono altresì organizzate esposizioni, visite guidate e conferenze.
Dal 1954 ha sede a Meyrin l'Organizzazione europea per la ricerca nucleare (CERN), che in seguito si è estesa oltre il confine franco-svizzero. Verrà quindi costruita la prima città satellite in Svizzera nel 1961, ispirandosi alle idee urbanistiche di Le Corbusier.
In seguito all'insediamento del CERN, negli anni sessanta Meyrin ha subito una metamorfosi, trasformandosi nell'arco di una decina di anni da un piccolo borgo di circa 3 200 abitanti a una vera e propria città di oltre 14 000 abitanti.
Dal 2013 a Meyrin si sta sviluppando il progetto dell'Écoquartier des Vergers, un quartiere ecologico esemplare che prevede la costruzione di 1 250 unità abitative in 30 edifici, che ospiteranno circa 3 000 persone. Questo eco quartiere si basa sui 3 principi dello sviluppo sostenibile: efficienza economica, solidarietà sociale e responsabilità ambientale. Nel quartiere saranno inserite abitazioni e attività commerciali, come negozi di alimentari, fiorai, saloni di bellezza, ecc. Verranno incluse inoltre diverse strutture pubbliche, quali una scuola elementare, un asilo nido, dei giardini pubblici e sale conferenze. La superficie totale sarà di circa 16 ettari.

## Monumenti e luoghi d'interesse

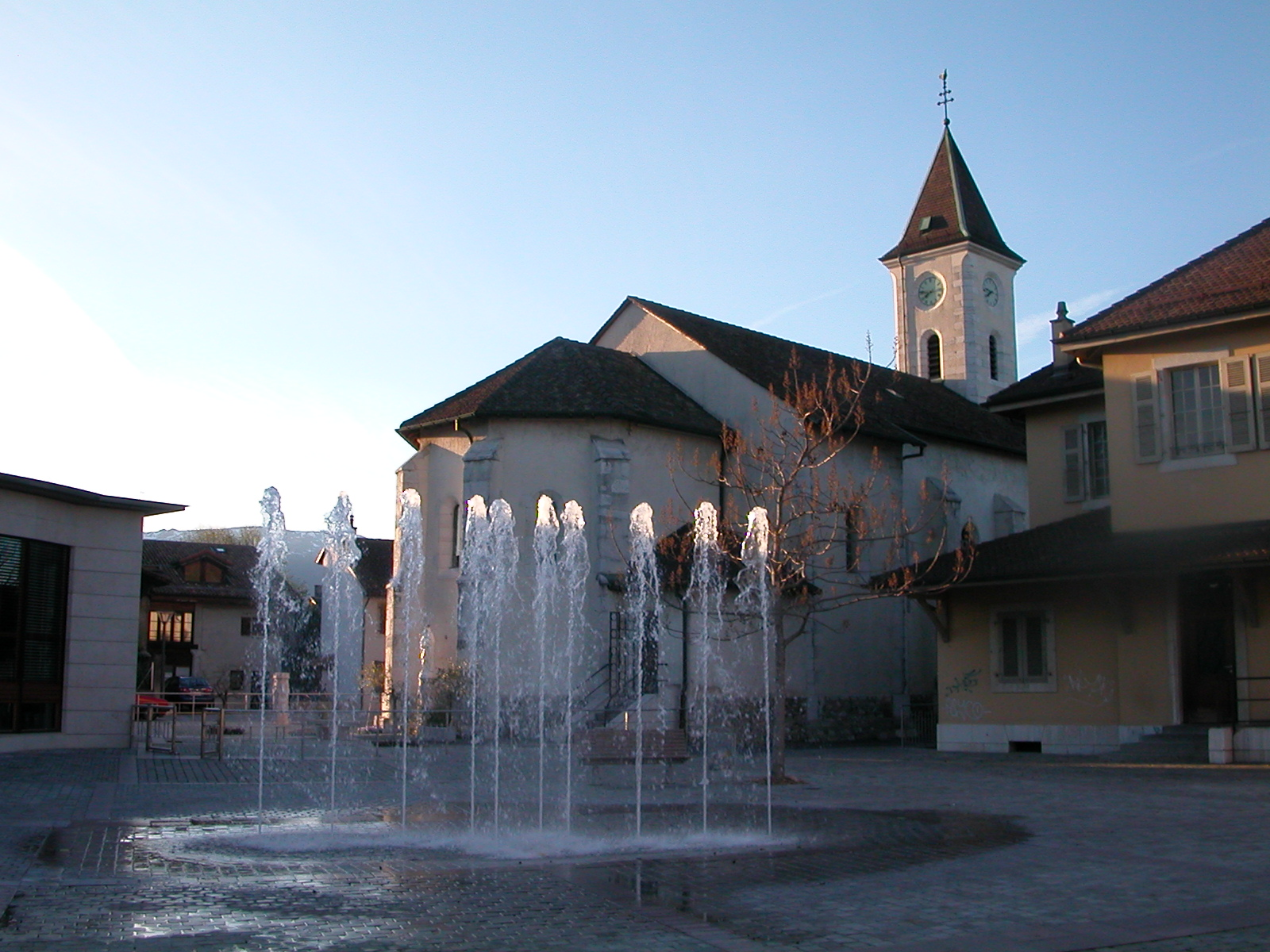
La chiesa cattolica di San Giuliano

- Chiesa cattolica di San Giuliano, attestata dal 1153 e ricostruita nel 1839[17];
- Cappella riformata, eretta nel 1911[17].

## Società

### Evoluzione demografica
L'evoluzione demografica è riportata nella seguente tabella:
Abitanti censiti

## Cultura

### Ricerca
A Meyrin ha sede il CERN, l'organizzazione europea per la ricerca nucleare

## Economia
È sede di diverse e prestigiose maison orologiere svizzere che qui hanno stabilimenti e centri ricerche che insieme a Genthod e Plan-les-Ouates costituiscono una watchland, terra di orologi.

## Geografia antropica

### Frazioni
Le frazioni di Meyrin sono:
- Cointrin[20]
- Maisonnex[21]
- Mategnin[22]

## Infrastrutture e trasporti
A Meyrin sorge parte dell'aeroporto di Ginevra-Cointrin.

## Amministrazione
Ogni famiglia originaria del luogo fa parte del comune patriziale che ha la responsabilità della manutenzione di ogni bene comune.